# Zella Day

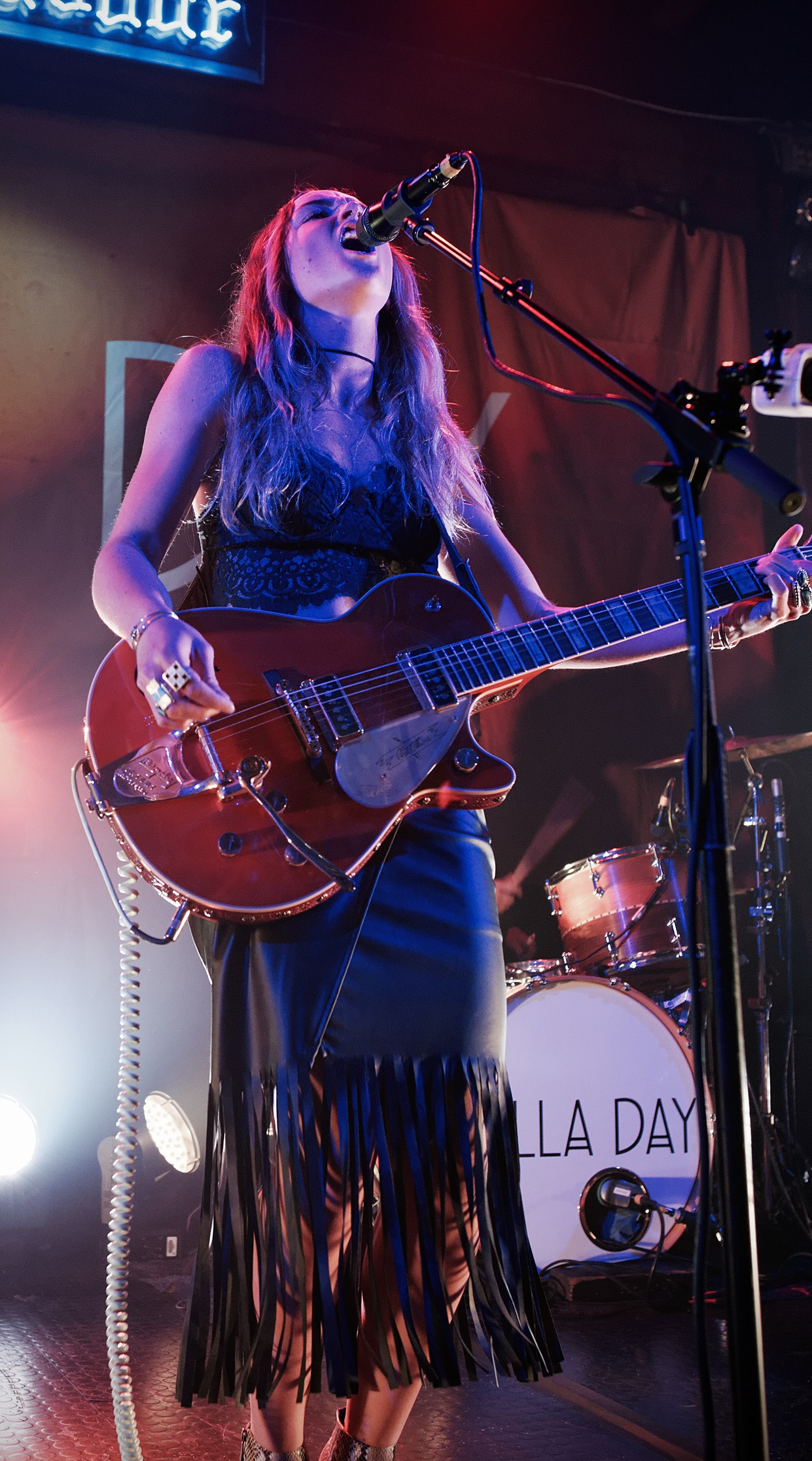
Zella Day at the Troubadour (2015)

Zella Day Kerr (* 13. März 1995), bekannt als Zella Day, ist eine US-amerikanische Sängerin und Songschreiberin aus Pinetop-Lakeside, Arizona, Vereinigte Staaten.
Die Mutter von Day, Ana Kerr, bemerkte schon früh die Affinität ihrer Tochter zur Musik – als Kleinkind konnte sie Teile von Disney-Liedern auswendig singen – und im Alter von neun Jahren kaufte ihr ihre Großmutter eine Gitarre.
Day begann bereits in jungen Jahren mit der Aufnahme von Musik und veröffentlichte 2009 ihr Debütalbum Powered by Love. Nach seinem Erfolg arbeitete Day als Songwriter für die BMG Publishing Group und landete schließlich einen Hollywood Records Künstlerdeal. Im Jahr 2015 veröffentlichte Day ihr Major-Label-Debüt Kicker, dem die Singles Hypnotic und East of Eden vorausgingen. Danach folgten Werbeauftritte für Publikationen wie Vogue, Playboy und The Huffington Post sowie Auftritte in Fernsehprogrammen wie Late Night mit Seth Meyers und der Talkshow Conan. Im Jahr 2016 trat Day beim Coachella Valley Music and Arts Festival auf.

## Karriere

### Familie und Privatleben
In Arizona aufgewachsen, tauchte Day in das Café und den Kunstraum ein, den ihre Eltern in ihrem kleinen Bergdorf Pinetop geschaffen haben. Sie wurde zunächst von ihrer Mutter ermutigt, Gitarre als praktisches Mittel für eine nachhaltige Karriere als Musikerin zu erlernen. Ihre ersten Songs, die kurz nach dem Gitarrenspiel im Alter von neun Jahren geschrieben wurden, standen unter dem Einfluss der klassischen Singer/Songwriter-Platten ihrer Eltern.

### 2009–2012:Powered by Love(2009) vs.Cynics vs. DreamersEP (2012)
Das selbstveröffentlichte Album wurde von einem befreundeten Familienmitglied aufgenommen und bezahlt, das vom Songwriting und der Selbstbestimmung der 14-jährigen Day beeindruckt war. Die Designer des Album-Artworks stellten ihre Dienste kostenlos zur Verfügung und wollten einfach nur ein Teil des Projekts sein.
Dann Huff richtete für Day Co-Writing-Sessions mit anderen Künstlern wie John Paul White von The Civil Wars und der achtzehnjährigen Meghan Trainor ein.
Im Jahr 2012 wurde Days Simple Song in dem Film Tooth Fairy 2 gezeigt.
Day veröffentlichte die Cynics vs. Dreamers EP am 22. Mai 2012. Sie fängt eine hypnotisierende, verträumte Klanglandschaft ein, die in ihrer Singer/Songwriter Erziehung verwurzelt ist, mit Hilfe ihres neu entdeckten Produktionsteams bestehend aus Wally Gagel und Xandy Barry von Wax Ltd.
In diesem Jahr veröffentlichte sie auch ein Cover von The White Stripes Seven Nation Army, das auf Platz eins der Hype Machine Charts landete und auf ihre zunehmende Dynamik aufmerksam machte.
Im Jahr 2013 wurde Day in Sultan & Ned Shepards All These Roads an der Seite von Sam Martin aufgeführt. Die Single, die Anfang Oktober 2014 in Pete Tongs BBC Radio 1 ausgestrahlt wurde, wurde von Billboard für ihre

“ebbs and flows with harmonies and rhythmic shifts”

gefeiert.

### 2013–2015:Kickerund Major-Label-Debüt
Im April 2014 erschien mit Sweet Ophelia die erste Single der Zella Day EP mit der B-Seite 1965. Jeder Track erhielt eine Top-10-Position in den Hype Machine Charts.
Das Musikvideo zu Sweet Ophelia, unter der Regie von Gianennio Salucci, erschien am 7. April, einen Tag vor dem 7" Release des Tastemakers B3SCI Records in Zusammenarbeit mit Days Pinetop Records, einem Label von Hollywood Records.
Die vollständige Zella Day EP wurde am 23. September 2014 veröffentlicht. Sie wurde von der Zeitschrift Atwood als

“intangible tapestry of sound and raw emotion, blanketing the pop, alternative, and folk genres”

gefeiert.
Zella Day erreichte Platz 16 der Billboard Heatseekers Charts und erntete viel Lob von den Publikationen The FADER, The Guardian (New Band of the Week), Pigeons and Planes, NYLON, The Line of Best Fit, Noisey (VICE), Interview Magazine und Paste Magazine.
Der letzte Track der EP, Hypnotic, wurde als iTunes Single der Woche ausgewählt und sollte als zweite Single des Albums erscheinen.
Im Dezember 2014 war Day als Gastsänger auf der akustischen Version von Børns Electric Love auf seiner Debüt-EP Candy zu hören.
Am 27. Februar 2015 kündigte Day Kicker an, indem sie neben dem Musikvideo für Hypnotic auch das Tracklisting und die Cover-Art zur Uraufführung brachte.
Das Video wurde von Gianennio Salucci inszeniert und hat mittlerweile über acht Millionen Views auf Vevo. Hypnotic wurde als Lead-Single vorgestellt und erreichte Anfang 2015 auf dem Alt Nation Alt 18 Countdown Platz 1. Im Juni 2015 trat Day mit der Single High bei Conan O’Brien.
Kicker wurde am 2. Juni 2015 über Pinetop Records und Hollywood Records veröffentlicht. Der Albumtitel bezieht sich auf die alte Bergbaustadt Arizona, in der Days Eltern heirateten.
Kicker wurde als Days intimstes und zugleich großartigstes Album gefeiert und erreichte Platz 65 in den Billboard 200 und Platz 7 in den US Top Alternative Charts.
Am 17. Dezember 2015 trat Day bei Last Call with Carson Daly auf.
Am 4. Januar 2016 trat sie mit Hypnotic bei Late Night with Seth Meyers auf.
Dem dritten nationalen TV-Auftritt der 20-Jährigen folgten einige hochkarätige Festivalauftritte bei den Billboard Hot 100, auf dem Music Midtown Festival und dem iHeartRadio Music Festival. Ihr Debüt bei Coachella im Jahr 2016 erregte die Aufmerksamkeit des Los Angeles Magazine, das die Performance als hypnotic beschrieb; Billboard, das ihr Set als stellar bezeichnete und Consequence of Sound, das schrieb

“It’s entirely possible that Zella Day looks back on Coachella 2016 as the moment that launched her career in earnest.”

Am 4. Mai 2016 war Zella Day erneut als musikalischer Gast bei Last Call mit Carson Daly zu Gast und debütierte ihre neueste Single Mustang Kids live. Als letzte Single vor einer Headliner-Tour im Juni wurde Mustang Kids offiziell am 9. Juni 2016 veröffentlicht, mit einem Gastvers des in Florida geborenen Rappers Baby E. und einem Musikvideo von Tim Mattia.
Nach der nordamerikanischen Headliner-Tour im Juni 2016 trat Day im Juli mit der Neo-Soul-Band Fitz and the Tantrums und im August mit Michael Franti auf.

### 2016–heute: Drittes Studioalbum
Im Oktober 2016 veröffentlichte Day die Single Man on the Moon und kündigte eine 7"-Veröffentlichung über B3SCI an. Im November 2016 wurde die digitale Premiere von Hunnie Pie als B-Seite auf der Man on the Moon / Hunnie Pie 7" gefeiert.

## Diskografie (Auswahl)

### Studioalben
- 2009: Powered by Love
- 2015: Kicker
- 2020: Where Does the Devil Hide
- 2022: Sunday in Heaven

### EPs
- 2012: Cynics vs Dreamers
- 2014: Zella Day
- 2020: Where Does The Devil Hide

### Singles
- 2012: Seven Nation Army
- 2013: No Sleep to Dream
- 2013: I Lost Track of Time
- 2014: 1965
- 2014: Sweet Ophelia
- 2015: East of Eden
- 2015: Hypnotic (US: Gold)[18]
- 2015: High
- 2016: Mustang Kids feat. Baby E
- 2016: Man on the Moon
- 2016: Hunnie Pie
- 2019: You Sexy Thing
- 2020: People Are Strangers
- 2021: Holocene (mit Weyes Blood)[19]

#### Mitarbeit
- 2013: All These Roads (Sultan + Shepard feat. Zella Day & Sam Martin)
- 2016: Make a Change (Nahko and Medicine for the People feat. Zella Day)
- 2017: Blood on the Mattress (Korey Dane feat. Zella Day)
- 2021: For Free (Lana Del Rey feat. Zella Day & Weyes Blood; Album: Chemtrails over the Country Club)

### Musikvideos
- 2013: All These Roads (Sultan & Shepard feat. Zella Day and Sam Martin)
- 2013: No Sleep to Dream
- 2014: Sweet Ophelia
- 2014: Electric Love (Børns feat. Zella Day)
- 2015: Hypnotic
- 2015: Jameson
- 2016: Mustang Kids